# Mülheim (Cologne)
Pour les articles homonymes, voir Mülheim (homonymie).
Mülheim (en kölsch : Müllem) est un quartier de Cologne, qui, avec 43 055 habitants (au 31 décembre 2019), est le plus peuplé de la ville. 

## Géographie

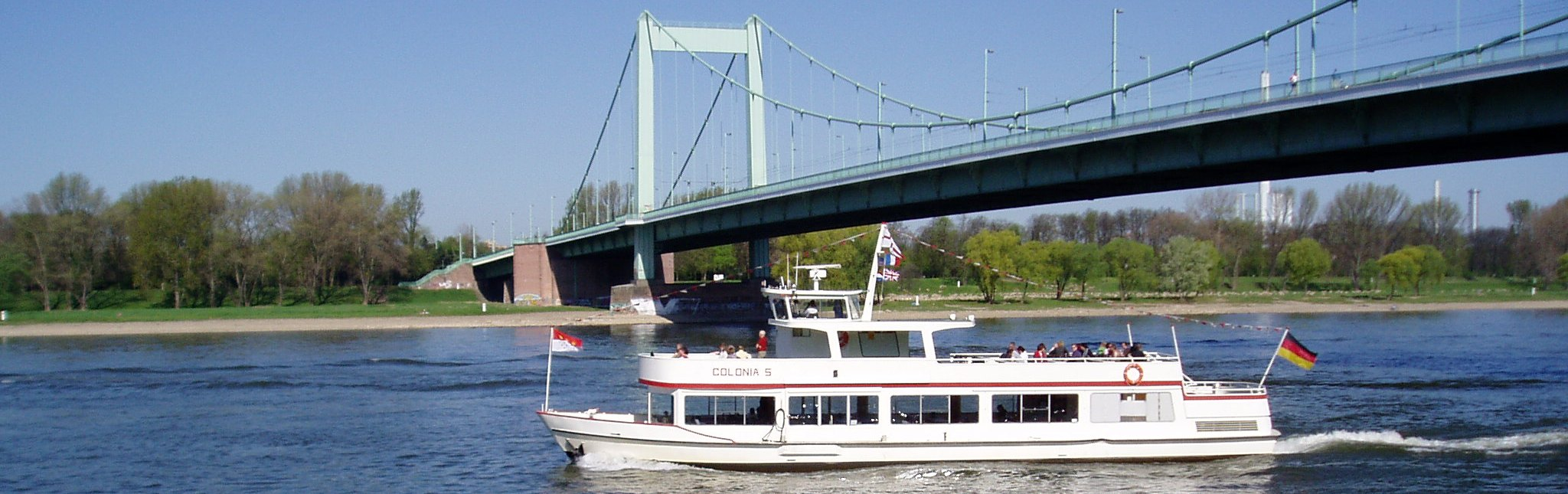
Le pont de Mülheim et un Müllemer Böötche.

Mülheim est confiné à l'est par Höhenhaus et Buchheim, au sud par Buchforst et Deutz, à l'ouest par le Rhin et au nord par Stammheim.

## Histoire
Le nom du quartier actuel vient des moulins qui existaient autrefois sur le Strunderbach (de). Les origines du lieu remontent au IXe siècle. 
Politiquement, Mülheim appartenait, depuis le Moyen Âge, au duché de Berg.

## Personnalités liées à Mülheim
- Adam Adami (1610–1663), évêque et diplomate catholique
- Edward Colonna (1862-1948), architecte
- Herbert Eulenberg (1876-1949), écrivain
- Peter Kürten (1883-1931), tueur en série
- Rainer Maria Woelki (* 1956), archevêque de Cologne (anciennement Berlin)
- Elke Decker (* 1957), athlète
- Selim Özdoğan (* 1971), écrivain allemand d'origine turque